# Jagdish Bhagwati

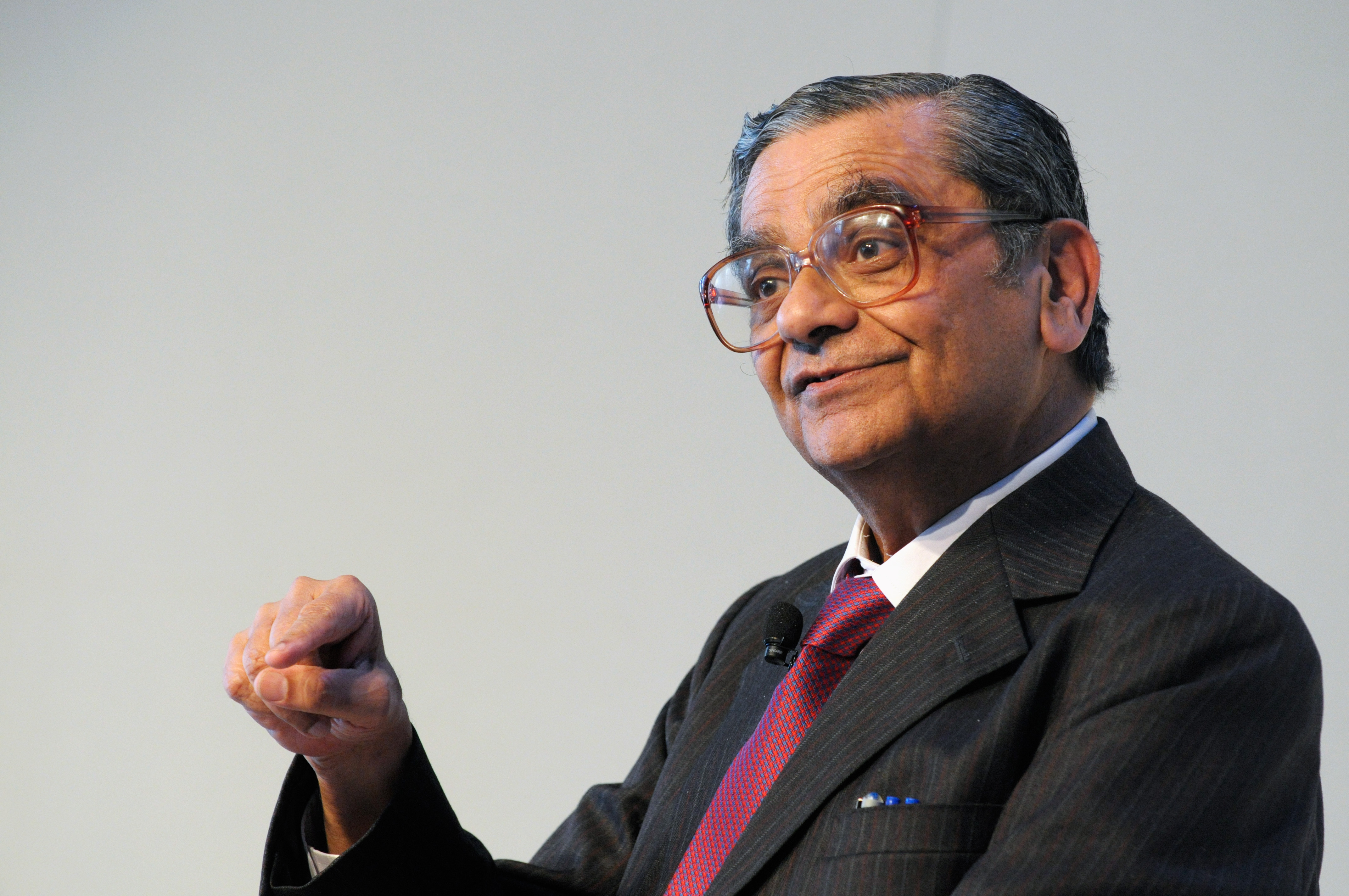
Jagdish Bhagwati roku 2008

Jagdish Natwarlal Bhagwati (* 26. července 1934, Bombaj) je indicko-americký ekonom známý především svou obhajobou globalizace a volného trhu. K nejznámějším jeho knihám patří In Defense of Globalization z roku 2004. Je velkým oponentem svého krajana Amartyi Sena. Je profesorem ekonomie na Kolumbijské univerzitě. V letech 1968-1980 byl profesorem ekonomie na Massachusettském technologickém institutu. Objevil se ve 465. epizodě seriálu Simpsonovi Muzikál ze základní, kde dostal Nobelovu cenu za ekonomii. Časopis Foreign Policy ho roku 2005 vyhlásil 42. nejvlivnějším intelektuálem světa.